# West Winch
West Winch är en civil parish i Storbritannien.   Den ligger i grevskapet Norfolk och riksdelen England, i den sydöstra delen av landet, 140 km norr om huvudstaden London. Antalet invånare är 2 734. Arean är 8,0 kvadratkilometer.
Terrängen i West Winch är mycket platt.